# Parasnath
Parasnath són unes muntanyes a l'estat de Jharkhand, amb una altura màxima de 1.350 metres, les més altres al sud de l'Himàlaia. Hi ha un centre de pelegrinatge jainista.
La muntanya fou visitada per primer cop per un europeu quan hi va anar el coronel Franklin el 1819; el 1827 hi va estar un oficial del govern. Sir Joseph Hooker hi va pujar pel costat de Taldanga el 1848 i va quedar impressionat de la seva bellesa. El 1858 fou seleccionat com a lloc per curar-se i refer-se les tropes europees degut al seu clima una mica més fred (uns 16 graus menys) i la puresa de l'aire. Es van construir edificis però no hi havia prou aigua per més de 60/80 persones i finalment es va abandonar com a centre de convalescència i sanatori el 1868 i els edificis aviat van quedar en ruïnes. Els pelegrins jainistes arribaven aleshores en nombre d'uns deu mil cada any. Al santuari principal hi havia 10 dels 24 sants jainistes; originalment els jainistes anomenaven la muntanya com Samet Sikhar, però després va canviar a Parasnath. Els jains van construir altres santuaris a la muntanya.